# 작천초등학교
작천초등학교는 대한민국 전라남도 강진군 작천면 현산리에 있는 공립 초등학교이다.

## 학교 연혁
- 1921년 7월 1일 작천사립보통학교 개교
- 1926년 6월 1일 작천공립보통학교 인가
- 1938년 4월 1일 작천공립심상소학교 개칭
- 1941년 4월 1일 작천공립국민학교 개칭
- 1948년 6월 16일 작천국민학교 개명
- 1996년 3월 1일 작천초등학교로 개명
- 2021년 3월 1일 제26대 이희수 교장 부임
- 2022년 1월 3일 제94회 4명 졸업(총 9,667명)

## 학교 상징
- 교화 : 동백꽃 - 의지, 아름다움
- 교목 : 팽나무 - 배려, 웅장, 화합
- 교색 : 녹색 - 높은 이상, 푸른 꿈

## 참고 자료
- 작천초등학교 - 한국교육학술정보원 학교알리미